# Barker (rzeka)
Barker – rzeka w Australii, w stanie Australia Zachodnia. Ma 89 km długości. Wypływa w pobliżu góry Mount Matthew w Górach Wunaamin Miliwundi, płynie w kierunku południowym, uchodzi do rzeki Lennard. Została nazwana przez geodetę Johna Forresta w 1883 roku podczas pomiarów trygonometrycznych na wyżynie Kimberley na cześć Mary Anne Barker, żony ówczesnego gubernatora Australii Zachodniej, Fredericka Napiera Broome'a.